# 北安 (福克兰群岛)
北安（North Arm），是福克兰群岛东福克兰岛南部的一个居民点。它处于哈伯斯湾以北的海岸附近，离斯坦利140 km。该地人口约25人。北安原属于福克兰群岛公司，1991年售予政府。
2007年，人口为25人，其中6人是儿童。它是 Goose Green 以南东福克兰岛最大的定居点。北臂距离斯坦利 90 英里（140 公里），开车需要四个半小时。